# 長崎重芳
長崎 重芳（ながさき　しげよし、1914年 - 1997年）は、日本のバレーボール選手、バレーボール指導者。元バレーボール全日本選手、元バレーボール日本男子代表監督。元日本バレーボール協会理事。
“重砲“と呼ばれた猛スパイクで、戦前最高の選手と謳われたバレーボーラー。“球神“とも“日本バレーの父“とも呼ばれた。広島県広島市出身。5寸9尺（約180センチ）、21貫（約80キロ）(中学4年時)。

## 来歴

### 戦前
広陵中学（現広陵高校）で野球をするつもりだったが、親の反対に遭い1927年、広島二中（現広島観音高校）に進学。陸上競技で大活躍したことで、排球部（バレーボール部）に勧誘された。多田徳雄下で黄金期を創った神戸高商（現神戸大学）の中心選手・高橋哲雄と鎔米二の指導を受け、中学上級生並みの体格と人並み外れた運動神経で、すぐに当時の9人制バレー、エースポジションである中衛左に入ると、2年時・14歳で早くも全日本候補となる。
1929年、3年時にはチーム初の全国優勝（第4回全国中等排球選手権大会）をもたらした。以降1931年卒業までこの大会を3連覇。さらに同年中学の部が新設された明治神宮体育大会（国体の前身）も制した。ドライブ性の強キル（スパイク、当時はアタックといった）は、3人掛かりでブロック（当時はストップといった）にいっても止められず。相手前衛の指を骨折させたともいわれ、名前をもじり重砲（強力な威力の火砲、キャノン砲など）と呼ばれ後世まで語り草となった。劣勢になるとボールを長崎に集める攻撃は“オール重砲”と恐れられ、この後ゆくところ優勝をもたらした。1930年、16歳にして第9回極東選手権競技大会の全日本選手候補に選抜される。
その後は、早稲田大学政治経済学部に進学。広島二中の2学年先輩・赤城功が創部した早稲田大学排球部を、関東大学バレーの雄とした。1933年には、広島二中クラブのエースとしても日本一となった。当時の全国のバレーボール選手の目標とされ「その高き峰を打ち破るため精進を重ねた」といわせた。
1934年、第10回極東選手権競技大会で全日本選出。
当時の日本バレーの盟主・実業団の呉水雷倶楽部と全日本排球選手権大会（全日本選手権）で1934年から3年連続決勝で当たり、呉水雷は長崎の強キルを止めるため、前衛3人に中衛1人を加えた4人防禦で挑んだが、鉄壁の呉水雷ストップ陣を力ずくで打ち砕き、抜いた球が、後衛の頭に当たり、味方のコートに跳ね返り、エンドラインを割ったという笑い話もあり、1935年、前田豊らと全日本排球選手権大会（全日本選手権）で日本一。早大の第一期黄金期を創った。
1936年には、日本大学バレー界として初の海外遠征（大連-奉天-ハルビン-京城）にも参加。
1937年早大卒業後は海外雄飛し、朝鮮鉄道管理局（朝鮮総督府鉄道局(鮮鉄)）でも優勝した。

### 戦後
戦争で日本バレーは長く中断したが、長崎は戦後も芸陽クラブ、広島二中クラブで42歳まで現役選手を続けた。選手を兼任し坂上光男、前田豊らと復興なった日本バレーの代表的指導者として活躍。また日本バレーボール協会の常任理事・重鎮幹部としても、西川政一や岡田英雄、今鷹昇一、坂上、前田らと日本バレーの舵取り役を担った。
1954年、戦後初めて結成された全日本の主将として香港遠征。
1955年、第1回バレーボール選手権（東京）で極東式（9人制）男子監督として、日本初の国際大会金メダルを獲得。
1957年、第3回世界青年友好大会（モスクワ）コーチ兼全日本選手。この頃世界の趨勢であった国際式（6人制）を導入するか、日本に馴染んだ極東式（9人制）を続けるかでバレー界は紛糾したが、9人制に未練を残す大多数の関係者に対して、6人制移行を先頭切って主張、6人制推進のリーダー格となった。
1958年、第3回東京アジア競技大会6人制全日本男子監督となってから、特に高いネット、長身の相手に決定的なスパイクを打ち込むには、体力・跳躍力を強化することが基本条件であると、本格的な基礎体力づくりを取り入れた。この大会も6人制として初優勝。
1960年、日本バレーが初めて世界レベルの大会に参加した第4回男子世界選手権（リオデジャネイロ）の全日本男子監督を務めた。
1962年、第5回世界選手権（モスクワ）ではヘッドコーチを務めた。
1962年、第4回ジャカルタアジア競技大会6人制・9人制では、全日本男子監督として金メダル。この年広島であった全日本の合宿で、専売広島（現JTサンダーズ）の19歳・猫田勝敏を全日本に抜擢した。
1963年、強化本部男子部コーチとして、半年間フランス代表チームを指導。日本バレーの世界進出、その飛躍期に於いて強化に奔走した。それでも、“東洋の魔女”と呼ばれ大ブームを起こした女子バレーと比べて参加国が多い男子バレーは、長崎の監督在任中は、世界レベルでの上位進出は成らなかった。しかし、のちの監督・坂上光男、松平康隆らによって後年、男子バレーも世界の頂点に立った。
晩年は、広島県バレーボール協会会長、広島工業大学教授などを務めた。

## 受賞歴
- 1973年、文部大臣表彰
- 1976年、藍綬褒章